# Kaulbach-Villa (Ohlstadt)

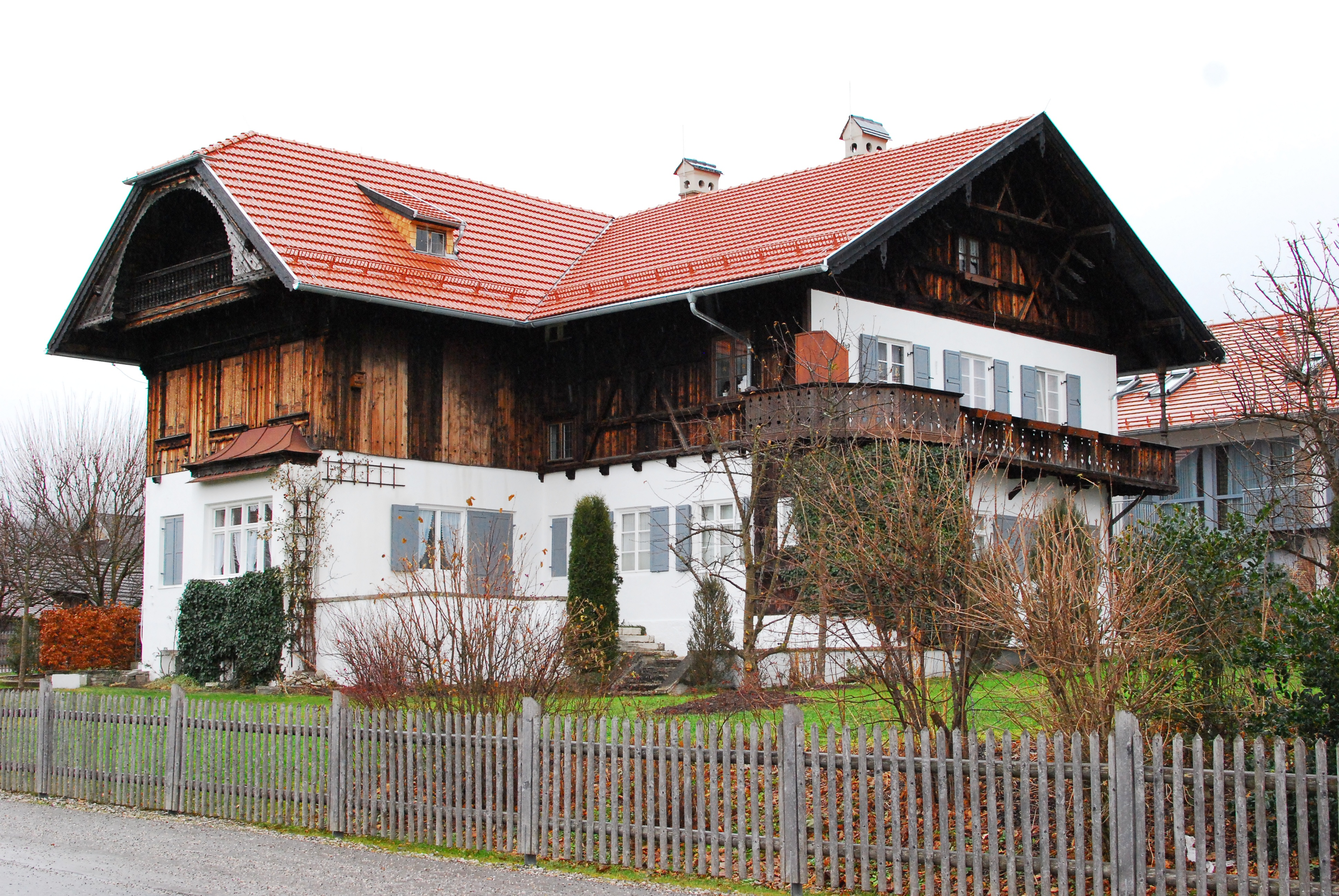
Kaulbach-Villa

Die Kaulbach-Villa in Ohlstadt ist eine Villa in der oberbayerischen Gemeinde Ohlstadt im Landkreis Garmisch-Partenkirchen. Das Haus ist als Baudenkmal in der Bayerischen Denkmalliste aufgeführt und Sitz des Kaulbach-Museums und des Dorfmuseums.

## Geschichte
Die Villa wurde 1893 nach den Entwürfen des Malers Friedrich August von Kaulbach im Landhausstil mit Atelier und großem Garten erbaut. Kaulbach nutzte die Villa im Sommer als Zweitwohnsitz und von 1910 bis zu seinem Tod 1920 als Hauptwohnsitz. Seit Juli 1997 dient sie als Museum.

## Kaulbach-Museum
Das Haus beherbergt den künstlerischen Nachlass Kaulbachs, bestehend aus fast 300 Gemälden und Ölskizzen, rund 1000 Zeichnungen sowie einem großen Konvolut an Skizzenbüchern, Fotografien und Autochromen. Von den historischen Wohnräumen sind das Atelierraum und ein Studierzimmer im Originalzustand erhalten. Im Atelier sind rund 30 Gemälde und 25 Zeichnungen Kaulbachs sowie Arbeiten von Franz von Lenbach und Olaf Gulbransson ausgestellt.

## Dorfmuseum
Die Räume des Dorfmuseums in der Kaulbach-Villa präsentieren ein früheres Büro, historische Werkzeuge der Landwirtschaft und Schleifsteinherstellung, Trachten, alte Schlafgemächer und eine Babywiege. Zur Sammlung gehören weiterhin zahlreiche Dokumente und Utensilien aus der Ohlstädter Eisenbahngeschichte, Schneeschuhe, Kruzifixe und Holzmodelle von Landhäusern. Spinnrad und Küchengeschirr bieten einen Einblick in die frühere oberbayerische Alltagskultur.